# Baltic Sea League
La Baltic Sea League est une association sportive organisant depuis 2013 un tournoi de football américain du même nom. Il met en présence des clubs amateurs issus de Biélorussie, d'Estonie, de Finlande , de Lettonie , de Lituanie ou de Pologne.
La compétition est organisée par la Fédération Lettone de football américain (LFAF). En 2017, la ligue a fusionné avec la Monte Clark Cup mais s'est réorganisée en 2018. Il n'y a pas eu de compétition en 2014.
Cette compétition se dispute avec une phase régulière de type championnat lequel est suivi d'une phase de playoffs (deux 1/2 finales) le tout se terminant par la finale dénommée « Baltic Bowl ».

## Clubs de la saison 2018
- Équipe nationale d'Estonie,  Estonie
- Kaunas Dukes,  Lituanie
- Riga Lions Row,  Lettonie
- Vilnius Iron Wolves  Lituanie

| Équipe                     | Nbr. | Meil. Rés.         | Nbr. PO | Nbr. Titres |
| -------------------------- | ---- | ------------------ | ------- | ----------- |
| Équipe nationale d'Estonie | 1    | 1er en 2018        | 1       | 0           |
| Grodno Barbarians          | 1    | 3e en 2015         | 1       | 0           |
| Kaunas Dukes               | 4    | 4e en 2018         | 1       | 0           |
| Kotka Eagles               | 1    |                    | 1       | 0           |
| Kozły Poznań               | 1    |                    | 1       | 0           |
| Minsk Pagans               | 1    | 5e en 2015         | 0       | 0           |
| Minsk Zubrs                | 1    |                    | 1       | 1           |
| Riga Lions Row             | 4    | 1er en 2013        | 4       | 2           |
| Saldus Warriors            | 1    | 3e en 2013         | 0       | 0           |
| Tartu Titans               | 2    | 2e en 2013 et 2015 | 2       | 1           |
| Vilnius Iron Wolves        | 1    | 3e en 2018         | 1       | 0           |
| Vitebsk Lynxes             | 1    | 1er en 2015        | 1       | 0           |

## Palmarès
| Édition         | Saisons | Champion       | Adversaire    | Résultat |
| --------------- | ------- | -------------- | ------------- | -------- |
| Baltic Bowl I   | 2013    | Tartu Titans   | Riga Mad Dogs | 13 - 0   |
| Baltic Bowl II  | 2015    | Riga Lions Row | Tartu Titans  | 44 - 12  |
| Baltic Bowl III | 2016    | Minsk Zubrs    | Kotka Eagles  | 38 - 0   |
| Baltic Bowl IV  | 2018    | Riga Lions Row | Estonie       | 28 - 20  |

### Tableau d'honneur
|   | Club                         | Nombre de titres | Dernier titre | Nombre de finales perdues | Dernière défaite en finale |
| - | ---------------------------- | ---------------- | ------------- | ------------------------- | -------------------------- |
| 1 | Riga Lions Row (ex Mad Dogs) | 2                | 2018          | 1                         | 2013                       |
| 2 | Tartu Titans                 | 1                | 2013          | 1                         | 2015                       |
| 3 | Minsk Zubrs                  | 1                | 2016          | -                         | -                          |
| 4 | Kotka Eagles                 | -                | -             | 1                         | 2016                       |
| 5 | Estonie                      | -                | -             | 1                         | 2018                       |